# Acropteris nanula
Acropteris nanula es una especie de polilla del género Acropteris, familia Uraniidae.
Fue descrita científicamente por Warren en 1898.

## Descripción
Su envergadura es de 3 centímetros.

## Distribución
Se encuentra en Queensland.